# Wunderkind

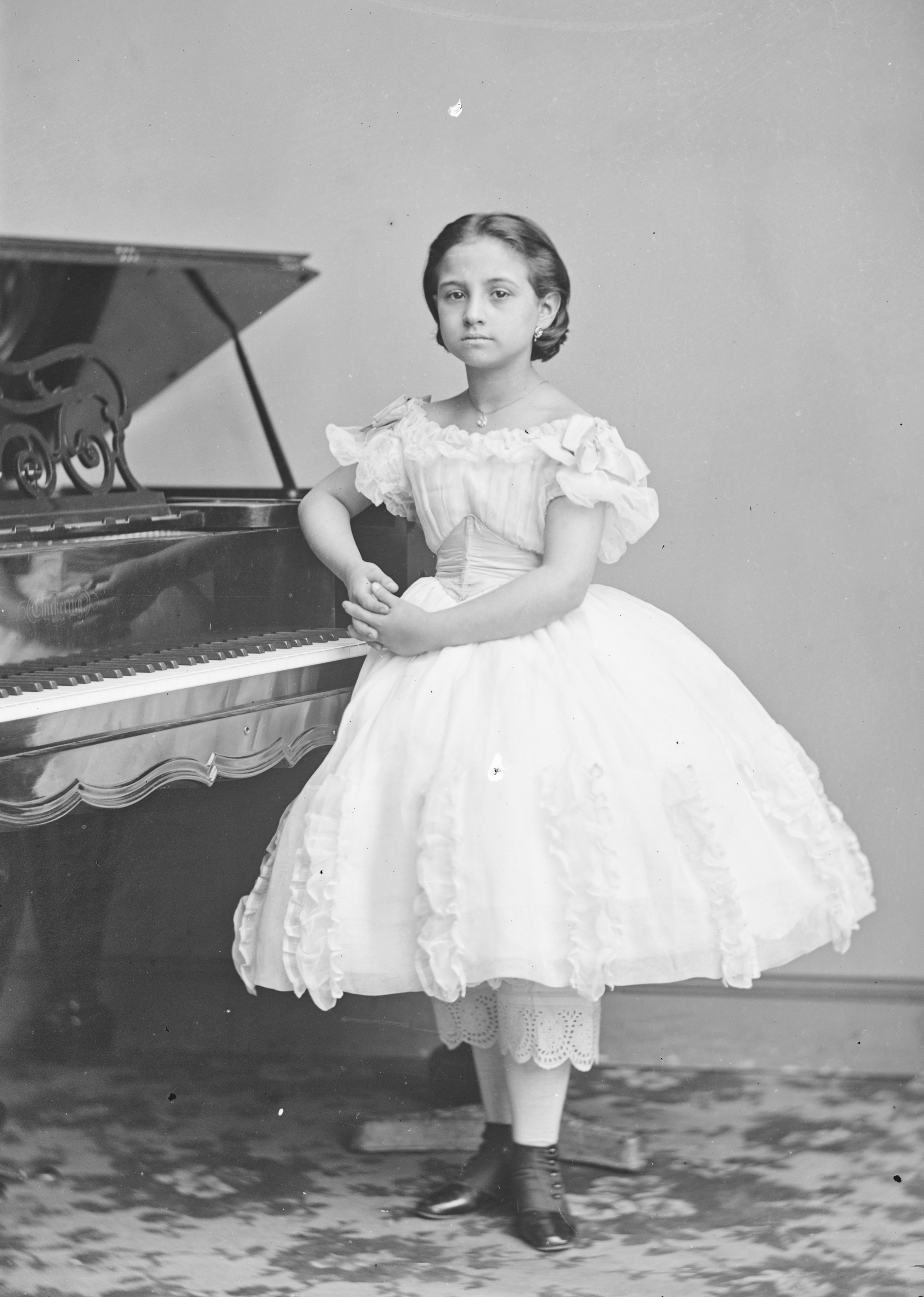
Die venezolanische Pianistin Teresa Carreño (1853–1917) trat schon im Alter von acht Jahren in New York auf

Wunderkind ist eine Bezeichnung für ein Kind, welches auf bestimmten Gebieten Fähigkeiten zeigt, die in aller Regel erst im Erwachsenenalter oder gar nicht erreicht werden. In der Umgangssprache werden hochbegabte Kinder mit herausragenden Fähigkeiten in speziellen Disziplinen häufig als Wunderkind bezeichnet.

## Verwendung des Begriffs
Immanuel Kant nannte den 1721 geborenen Christian Henrich Heineken, der zweijährig schon Lateinisch und Französisch beherrscht und mit drei Jahren eine Geschichte Dänemarks verfasst haben soll, in Mathematik brillierte und mit viereinhalb Jahren starb, ein „frühkluges Wunderkind von ephemerischer Existenz“ und eine der „Abschweifungen der Natur von ihrer Regel“. Der Ausdruck setzte sich im 19. Jahrhundert vor allem im Konzertbetrieb durch. Besonders geläufig ist bis heute die Beschreibung Wolfgang Amadeus Mozarts als „Wunderkind“.  Beispiele als „Wunderkinder“ gefeierter Musiker im 20. Jahrhundert sind Yehudi Menuhin, Ruggiero Ricci oder Anne Sophie Mutter. Als mathematische „Wunderkinder“ galten zum Beispiel der 1806 in England geborene George Parker Bidder und der 1873 in Ungarn geborene Moritz Frankl, die im Kindesalter als lebende Rechenmaschinen (Rechenkünstler) herumgereicht wurden.
Der Begriff „Wunderkind“ wird heute meist in den Medien verwendet. Gemäß der Beschreibung „als Genie wird man geboren, zum Wunderkind gemacht“ werden vor allem solche Kinder als „Wunderkinder“ bezeichnet, die vor Publikum auftreten. Deshalb ist die Bezeichnung vor allem mit Musikern verbunden. Auch im Schach wird regelmäßig über „Wunderkinder“ berichtet, so über Samuel Reshevsky, Bobby Fischer oder Judit Polgár. Hochbegabte Kinder, die besondere Leistungen in Mathematik, Naturwissenschaften oder Sprachen erbringen, tauchen dagegen seltener in den Medien auf. Rezipiert wird der Begriff auch in der Literatur und im Film, besonders bekannt ist die Kurzgeschichte Das Wunderkind von Thomas Mann.
Die Wissenschaft meidet den Begriff „Wunderkind“ dagegen ebenso wie den Geniebegriff. Nur sehr selten taucht er, weitgehend synonym zur Hochbegabung, auf, um Kinder zu beschreiben, die in einem Fachgebiet die Leistung Erwachsener erreichen, bereits weitgehend eigenständig die Regeln und Methoden ihres Fachgebietes anwenden und dabei oft innovative Problemlösungen entwickeln. Handelt es sich bei den Kindern um junge Savants, dann gehen mit den besonderen Fähigkeiten mitunter Einschränkungen in anderen Bereichen einher. Während einige „Wunderkinder“ ihre Leistungshöhe halten, verlieren andere ihre kreative Unbefangenheit.

## Kritik
Die Inszenierung hochbegabter Kinder als „Wunderkinder“ war häufig mit erheblichen Einnahmen verbunden, deshalb wurden diese nicht selten Opfer ehrgeiziger Eltern. Litt bereits Wolfgang Amadeus Mozart unter seinem Vater, so wurde sein Zeitgenosse, der Cellist Zygmontofsky, von seinem Vater mit Hunger und Schlägen so gefügig gemacht, ausgelaugt und verbraucht, dass er schon mit elf Jahren starb. Bereits früh gab es die Kritik, die Kinder würden wie dressierte Affen als Zirkusnummer oder Jahrmarktattraktionen vorgeführt. Eine seltene Ausnahme war die Haltung des Vaters von Georg Friedrich Händel. Dieser sperrte sich gegen eine gewinnbringende Förderung seines talentierten Sohnes, „weil sie blosserdings zu nichts anders, als zu Belustigung und Ergetzlichkeit diene“. Erst auf Intervention Herzog Johann Adolphs von Sachsen-Weißenfels lenkte er ein.
In jüngerer Zeit wurden Kinderstars  wie Michael Jackson mit der Problematik in Verbindung gebracht.
Der Psychiater Andrew Solomon porträtierte in seinem Buch Weit vom Stamm: Wenn Kinder ganz anders als ihre Eltern sind primär Kinder mit körperlichen und geistigen Behinderungen, entschied sich aber, auch sogenannte „Wunderkinder“ und ihre Familien zu porträtieren, weil seiner Überzeugung nach die Tatsache, ein mit seinen Begabungen herausragendes Kind zu haben, eine nicht weniger isolierende, verwirrende und lähmende Erfahrung sein kann als ein Kind groß zu ziehen, das unter einer schweren Behinderung leidet. Solomon kommt zu dem Schluss, dass ein solch hochbegabtes Kind das Kräftespiel innerhalb einer Familie nicht weniger verschieben kann als ein unter Schizophrenie oder Schwerstbehinderung leidendes Kind. Er weist zwar darauf hin, dass viele als Wunderkinder vermarktete Künstler sehr ich-bezogen sind, dass es häufig aber die Eltern sind, die über ihr Kind einen narzisstischen Trieb ausleben. Solomon schreibt weiter, dass sie häufig ihre eigenen Hoffnungen und Ambitionen auf ihre Kinder konzentrieren und statt in ihnen Neugier zu kultivieren, jagen sie dem Ruhm nach. Solomon vertritt weiterhin die Ansicht, dass in der klassischen Musikindustrie in den letzten 30 Jahren die Vermarktung von Wunderkindern zugenommen hat, weil viele Manager überzeugt sind, nur darüber eine Käuferschicht zu erreichen, dies aber häufig zu Lasten einer gesunden mentalen Entwicklung der Kinder gehe. Die von ihm interviewte Pianistin Mitsuko Uchida schlug vor, dass Zuhörer eines Wunderkinds sich fragen sollten, ob sie bereit wären, sich von einem gleich alten hochbegabten Kind vor Gericht vertreten oder von ihm operieren zu lassen. Die Musikkritikerin Janice Nimura vertrat gegenüber Solomon die Ansicht, dass der Auftritt eines Wunderkinds die höfliche Form einer Freak-Show sei. Während es heute als politisch unkorrekt gelte, in einer Sideshow einen Jungen anzustarren, der ein deformiertes Gesicht habe, ist es nach wie vor gesellschaftlich akzeptiert, einen sechsjährigen Pianisten beispielsweise in der Today Show auftreten zu lassen, ja es gelte sogar als inspirierend, weil man dadurch zeige, zu welchen Leistungen Menschen in der Lage wären. Zu den von Solomon detaillierter porträtierten Persönlichkeiten, die bereits im Kindesalter als sogenannte Wunderkinder im Zentrum öffentlicher Aufmerksamkeit standen, gehören unter anderen Jewgeni Igorewitsch Kissin, Leon Fleisher, Yefim Bronfman, Lang Lang und Vanessa-Mae und ihre jeweiligen Familien.